# Estanzuela
Pour l’article homonyme, voir Estanzuela (Uruguay).
Estanzuela est une ville du Guatemala dans le département de Zacapa.
Avec une population de 11.140 et une superficie de 92.4 km², Estanzuela présente une densité de 120,56 habitants par kilomètre carré.